# Clermont-Créans
Pour les articles homonymes, voir Clermont.
Clermont-Créans [klɛʁmɔ̃ kʁeɑ̃] est une commune française, située dans le département de la Sarthe en région Pays de la Loire, peuplée de 1 276 habitants.
Commune rurale, Clermont-Créans est établie à la confluence du Loir et de son affluent le ruisseau de Boulay. Alors que la commune a subi un fort exode rural à partir du milieu du XIXe siècle, la population a cessé de décroître dans le dernier quart du XXe siècle, avant de connaître une légère augmentation ces dernières années.
La commune fait partie de la province historique du Maine, et se situe dans le Haut-Maine (Maine blanc).

## Géographie

### Localisation
Clermont-Créans, commune du sud du département de la Sarthe, est située dans la vallée du Loir, au cœur du Maine angevin. Née du rapprochement des villages de Clermont et de Créans en 1842, la commune se trouve, en distances orthodromiques, à 4,9 km de La Flèche, 34,7 km du Mans, 49,2 km d'Angers, 63,6 km de Tours et 215,6 km de Paris. Le méridien de Greenwich traverse la commune.
| Bousse    | Ligron          | Saint-Jean-de-la-Motte |
| La Flèche | Clermont-Créans | Mareil-sur-Loir        |
| La Flèche | La Flèche       | Mareil-sur-Loir        |

### Géologie et relief
L'altitude de la commune est comprise entre 23 mètres et 103 mètres. Le point le plus bas est situé sur le Loir, au lieu-dit les Belles Ouvrières, à la limite communale avec La Flèche, tandis que le point le plus haut est situé au nord de la commune, au lieu-dit Château Sénéchal.
Le bourg de Clermont-Créans est implanté au confluent de la plaine alluviale du Loir de des formations alluviales du ruisseau du Boulay. Le bourg est ceint par des coteaux localement abruptes, recouverts de marnes, sables et grès du Cénomanien supérieur. Le plateau au nord de la commune est recouvert d'argiles à silex résiduelles issues du Turonien. Des formations résiduelles renfermant des fragments de calcaires lacustres et des meulières datant de l'Éocène supérieur affleurent entre les lieux-dits les Guignardières et la Baudrière. Enfin, on trouve plus au nord, autour de Château-Sénéchal, les sables et grès à Sabalites de l'Éocène,.

### Hydrographie
Clermont-Créans est bordée au sud par le Loir, long de 317 km et affluent de la Sarthe qu'il rejoint à Angers. Le ruisseau du Boulay prend sa source sur le territoire de la commune et s'écoule sur 5,4 km avant de se jeter dans le Loir à proximité du château de Créans. Ce cours d'eau forme la limite communale à l'est avec Mareil-sur-Loir et collecte, aidé de quelques cours affluents, l'essentiel des eaux du territoire. Le ruisseau de la Monnerie, qui prend sa source sur le coteau de Saint-Germain-du-Val à La Flèche, s'écoule en partie au sud-ouest de la commune et porte le nom d'un hameau clermontois.

### Climat
Pour des articles plus généraux, voir Climat des Pays de la Loire et Climat de la Sarthe.
En 2010, le climat de la commune est de type climat océanique altéré, selon une étude du CNRS s'appuyant sur une série de données couvrant la période 1971-2000. En 2020, Météo-France publie une typologie des climats de la France métropolitaine dans laquelle la commune est exposée à un climat océanique et est dans la région climatique  Moyenne vallée de la Loire, caractérisée par une bonne insolation (1 850 h/an) et un été peu pluvieux. 
Pour la période 1971-2000, la température annuelle moyenne est de 11,5 °C, avec une amplitude thermique annuelle de 14,6 °C. Le cumul annuel moyen de précipitations est de 709 mm, avec 11,3 jours de précipitations en janvier et 6,6 jours en juillet. Pour la période 1991-2020, la température moyenne annuelle observée sur la station météorologique de Météo-France la plus proche, sur la commune de Thorée-les-Pins à 5 km à vol d'oiseau, est de 12,1 °C et le cumul annuel moyen de précipitations est de 744,6 mm,. Pour l'avenir, les paramètres climatiques de la commune estimés pour 2050 selon différents scénarios d'émission de gaz à effet de serre sont consultables sur un site dédié publié par Météo-France en novembre 2022.

### Voies de communication et transports

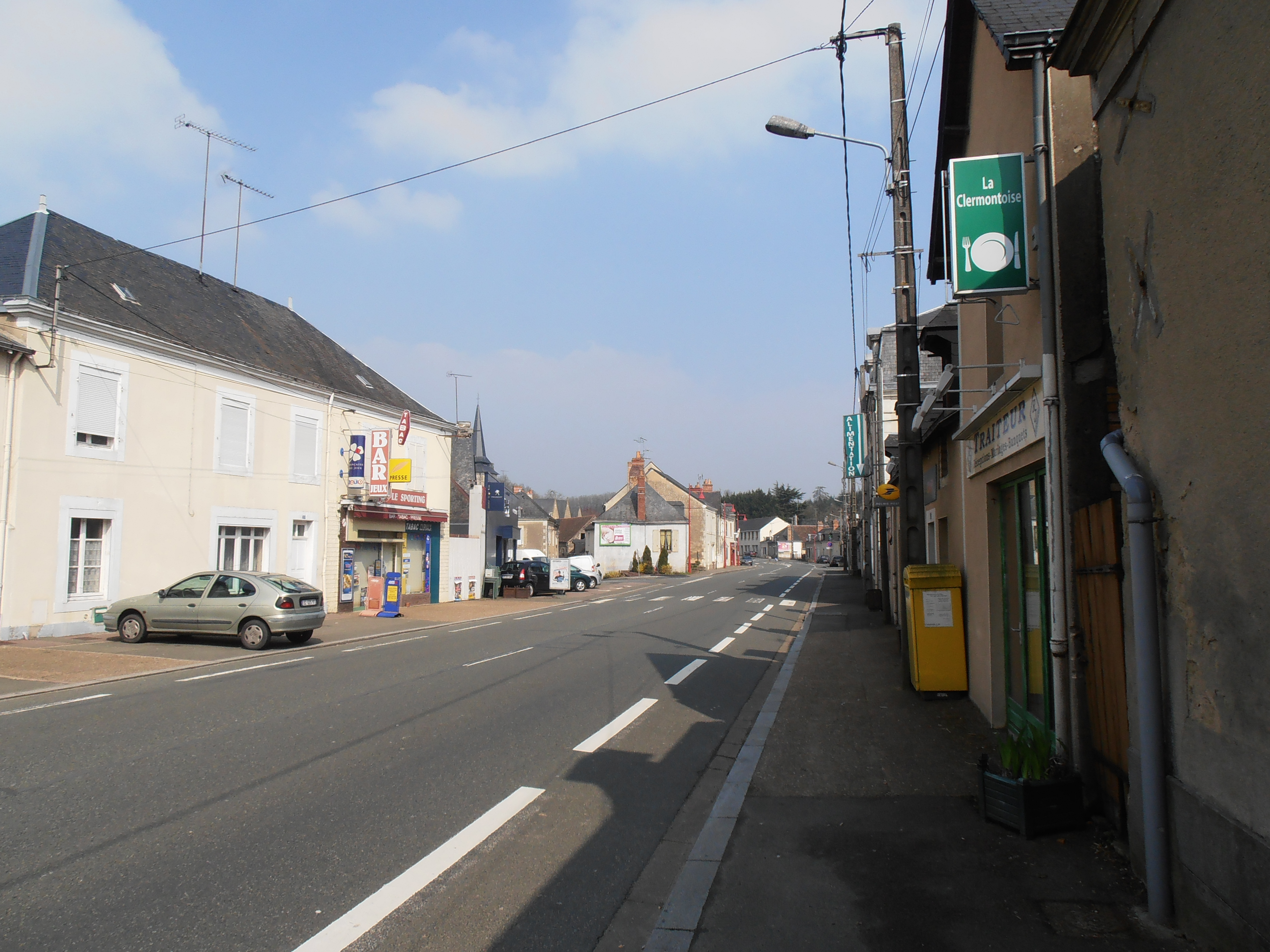
Le village traversé par la D 323.

Clermont-Créans est traversée par la route départementale 323 reliant Paris à Nantes via Le Mans et Angers. À l'est de la commune, la route départementale D 13 part en direction de Mareil-sur-Loir et Luché-Pringé.

## Urbanisme

### Typologie
Au 1er janvier 2024, Clermont-Créans est catégorisée commune rurale à habitat dispersé, selon la nouvelle grille communale de densité à sept niveaux définie par l'Insee en 2022.
Elle est située hors unité urbaine. Par ailleurs la commune fait partie de l'aire d'attraction de La Flèche, dont elle est une commune de la couronne,. Cette aire, qui regroupe 11 communes, est catégorisée dans les aires de moins de 50 000 habitants,.

## Toponymie
Le nom « Clermont » est probablement issu du latin clarus, « éclairé par le soleil », et mons, « mont ». Le nom du village viendrait donc de son établissement sur une colline claire, à la vue dégagée.
« Créans » est dérivé de la forme latine creium, qui désigne probablement un crément, ou terrain d'alluvion, que l'on retrouve également dans le toponyme d'une commune proche, Cré-sur-Loir[Information douteuse]. Une autre hypothèse veut que le nom « Créans » soit issu de l'anthroponyme Crientius, du nom d'un propriétaire d'une villa à l'époque gallo-romaine.
Le gentilé est Clermontois.

## Histoire
En 1842, Clermont (1 728 habitants en 1836) absorbe Créans (271 habitants),. En 1842 donc, la commune prend le nom de Clermont-Créans. Les registres d'état-civil de chacune des paroisses se rejoignent à cette date et ne forment plus qu'un depuis lors.

## Politique et administration

### Administration municipale

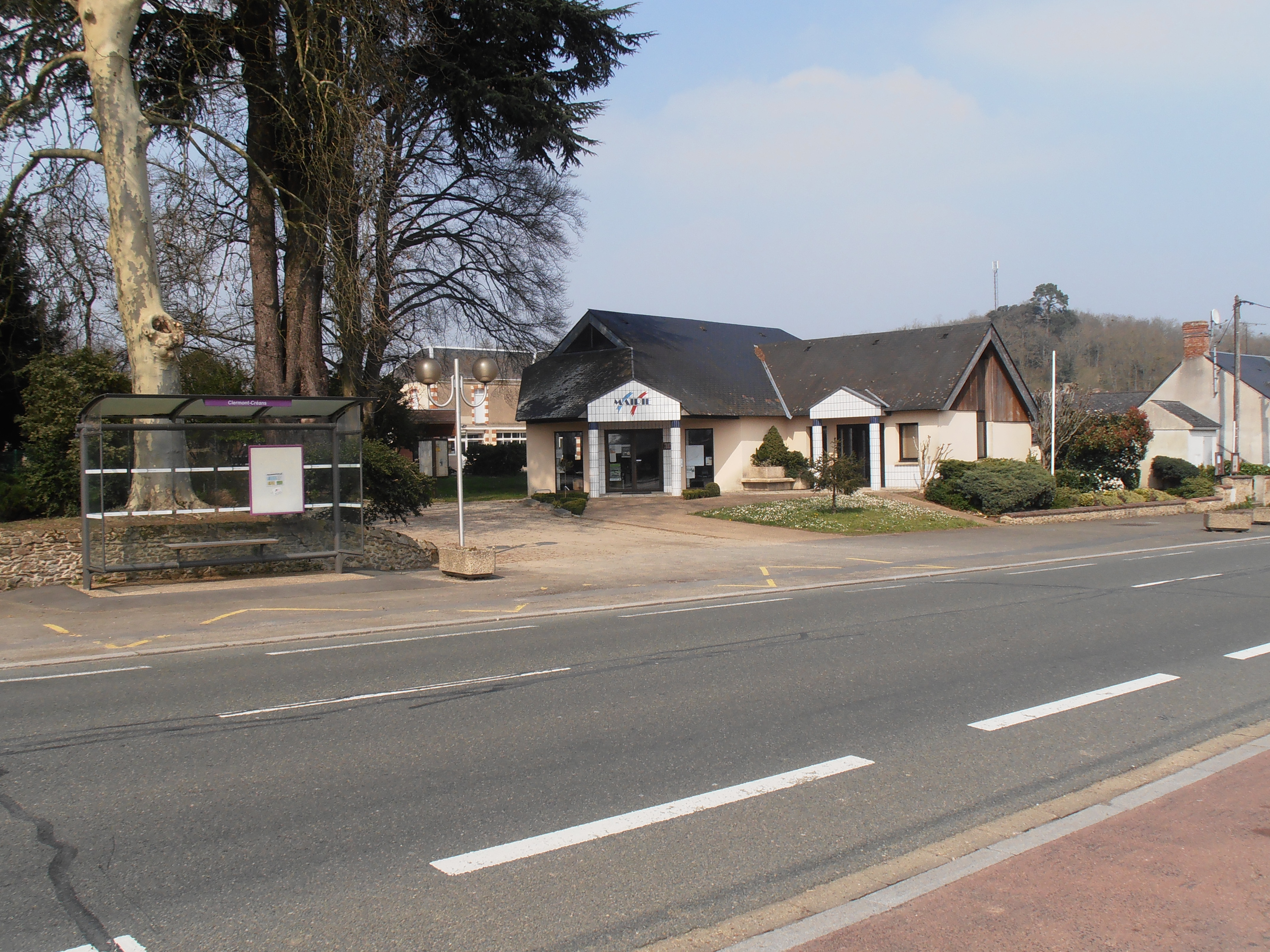
La mairie.

Clermont-Créans est situé dans le canton et l'arrondissement de La Flèche. Le nombre d'habitants étant compris entre 500 et 1 500, le nombre de membres du conseil municipal est de quinze élus, dont le maire et quatre adjoints.

### Liste des maires
| Période     | Période   | Identité                        | Étiquette | Qualité               |
| ----------- | --------- | ------------------------------- | --------- | --------------------- |
| 1900        | 1924      | Paul d'Estournelles de Constant |           |                       |
|             |           |                                 |           |                       |
| ?           | Mars 2001 | Michel Même                     |           |                       |
| Mars 2001   | Mai 2020  | Gérard Blanchet                 | DVD       | Contrôleur de travaux |
| 25 mai 2020 | En cours  | Michel Chaligné                 |           | Horloger en retraite  |

## Population et société

### Démographie
L'évolution du nombre d'habitants est connue à travers les recensements de la population effectués dans la commune depuis 1793. Pour les communes de moins de 10 000 habitants, une enquête de recensement portant sur toute la population est réalisée tous les cinq ans, les populations de référence des années intermédiaires étant quant à elles estimées par interpolation ou extrapolation. Pour la commune, le premier recensement exhaustif entrant dans le cadre du nouveau dispositif a été réalisé en 2004.
En 2022, la commune comptait 1 276 habitants, en évolution de +0,79 % par rapport à 2016 (Sarthe : −0,25 %, France hors Mayotte : +2,11 %).
| 1793  | 1800  | 1806  | 1821  | 1831  | 1836  | 1841  | 1846  | 1851  |
| ----- | ----- | ----- | ----- | ----- | ----- | ----- | ----- | ----- |
| 1 357 | 1 156 | 1 245 | 1 466 | 1 444 | 1 528 | 1 738 | 1 701 | 1 613 |

| 1856  | 1861  | 1866  | 1872  | 1876  | 1881  | 1886  | 1891  | 1896  |
| ----- | ----- | ----- | ----- | ----- | ----- | ----- | ----- | ----- |
| 1 563 | 1 572 | 1 579 | 1 535 | 1 505 | 1 415 | 1 403 | 1 355 | 1 306 |

| 1901  | 1906  | 1911  | 1921 | 1926 | 1931 | 1936 | 1946 | 1954 |
| ----- | ----- | ----- | ---- | ---- | ---- | ---- | ---- | ---- |
| 1 210 | 1 209 | 1 129 | 965  | 959  | 936  | 937  | 874  | 908  |

| 1962 | 1968 | 1975 | 1982 | 1990 | 1999  | 2004  | 2006  | 2009  |
| ---- | ---- | ---- | ---- | ---- | ----- | ----- | ----- | ----- |
| 844  | 839  | 779  | 826  | 930  | 1 000 | 1 088 | 1 128 | 1 215 |

| 2014  | 2019  | 2022  | - | - | - | - | - | - |
| ----- | ----- | ----- | - | - | - | - | - | - |
| 1 269 | 1 259 | 1 276 | - | - | - | - | - | - |

### Enseignement
Clermont-Créans est situé dans l'académie de Nantes. La commune dispose d'une école primaire publique, l'école des Délices. Deux collèges sont situés à proximité de Clermont-Créans : le collège le Vieux-Chêne et le collège Petit-Versailles, tous les deux situés à La Flèche. Le lycée polyvalent d'Estournelles-de-Constant est également situé à La Flèche.

### Sports
L'Association sportive de Clermont-Créans fait évoluer une équipe féminine de football à huit en ligue du Maine et deux équipes masculines à onze en divisions de district.

### Cultes

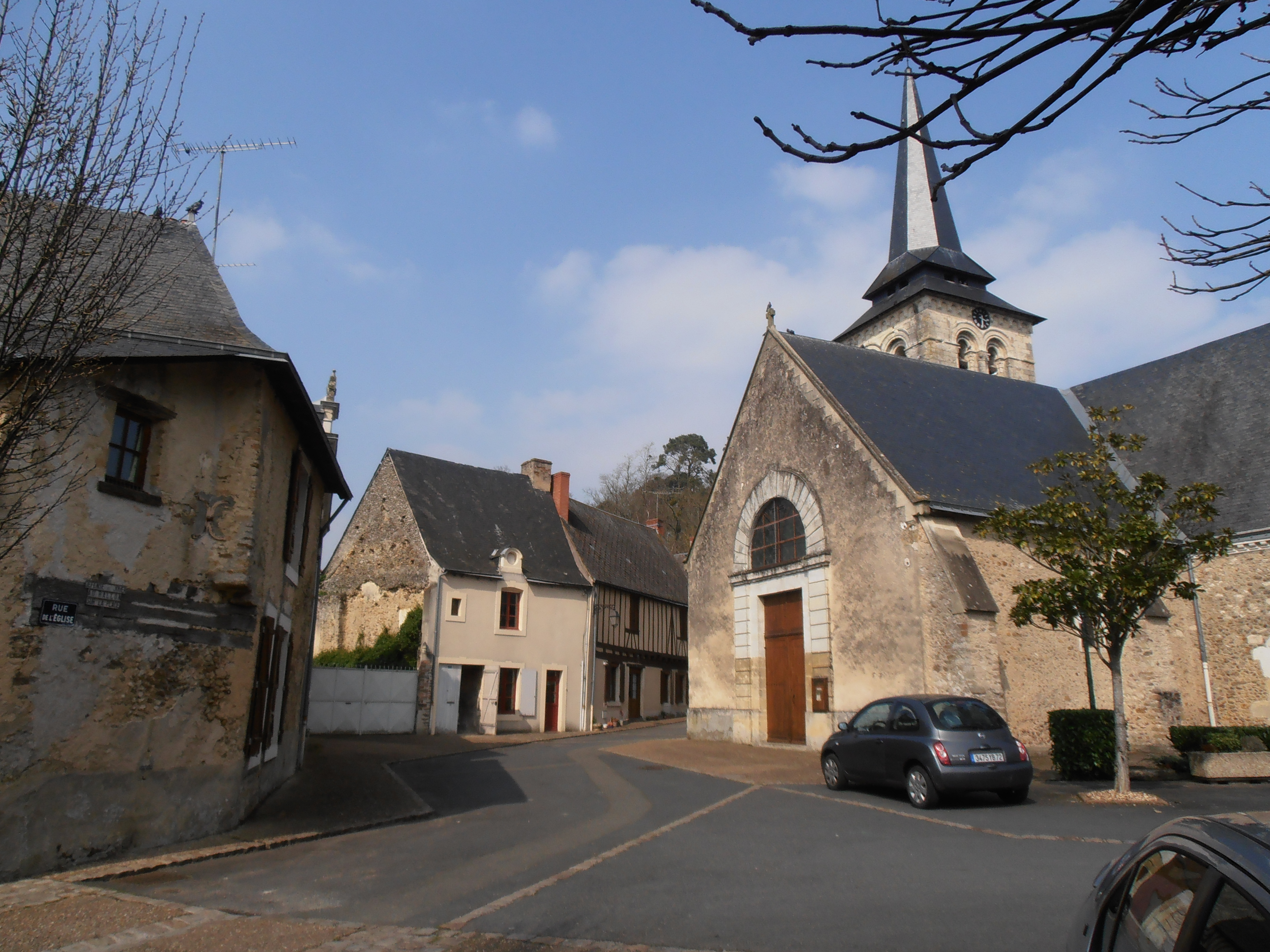
L'église vue de la place.

Clermont-Créans est une commune de la paroisse de La Flèche, au sein du diocèse du Mans. Le culte catholique est assuré à l'église Saint-Lambert de Clermont.

## Économie

### Revenus de la population et fiscalité
En 2010, le revenu fiscal médian par ménage était de 30 958 €, ce qui plaçait Clermont-Créans au 12 386e rang parmi les 31 347 communes de plus de 50 ménages en métropole. Selon l'enquête de l'Insee, 52,3 % des foyers fiscaux de la commune étaient imposables en 2009.

### Emploi
La population clermontoise âgée de 15 à 64 ans s'élevait en 2009 à 799 individus, contre 636 en 1999, parmi lesquels on comptait 76,5 % d'actifs, dont 69,5 % ayant un emploi. Également, en 2009, seulement 13,3 % des actifs de 15 ans ou plus ayant un emploi qui résident à Clermont-Créans, travaillent à Clermont-Créans ; 75,4 % travaillent dans la Sarthe et 11,1 % travaillent dans un autre département.
En 2009, le taux de chômage était de 9,2 %, contre 12,3 % en 1999, dont plus de la moitié étaient des femmes. L'agence Pôle emploi pour la recherche d'emploi la plus proche est localisée à La Flèche.
En 2009 on comptait 120 emplois dans la commune, contre 110 en 1999. Le nombre d'actifs ayant un emploi résidant dans la commune étant de 558, l'indicateur de concentration d'emploi n'est que de 21,5 %, ce qui signifie que la commune offre approximativement un peu moins d'un emploi pour cinq Clermontois actifs. Cet indicateur était de 26,1 % en 1999.

## Culture locale et patrimoine

### Lieux et monuments
- Château d'Oyré, des XVe et XVIIIe siècles, recensé à l'inventaire général du patrimoine culturel[32].
- Château de Créans, des  XVe et XVIIIe siècles et ses dépendances, classé au titre des Monuments historiques depuis le 30 décembre 1905[33].
- Église Saint-Symphorien de Créans, des XIe et XIIe siècles, recensée à l'inventaire général du patrimoine culturel[34], dotée de trois retables classés monuments historiques au titre d'objets[35],[36].
- Église Saint-Lambert de Clermont, des XIe, XIIe, XVIe et XIXe siècles, recensée à l'inventaire général du patrimoine culturel[37]. Elle possède une cloche en bronze[38], un retable[39] et une statue de saint Nicolas[40], classés monuments historiques au titre d'objets.
- Ancien presbytère, des XVe, XVIe, XVIIe et XVIIIe siècles, recensé à l'inventaire général du patrimoine culturel[41].
- Demeure de Launay, des XIXe et XXe siècles, et ses dépendances des XVe, XVIe et XVIIe, recensé à l'inventaire général du patrimoine culturel[42].
- Prieuré de Bénédictins (ancien), église dite Saint-Denis, des XIIe, XVe et XVIIe siècles, au hameau de Château-Sénéchal, recensé à l'inventaire général du patrimoine culturel[43].
- Moulin du bourg, du XVIIe siècle, sur le ruisseau du Boulay.

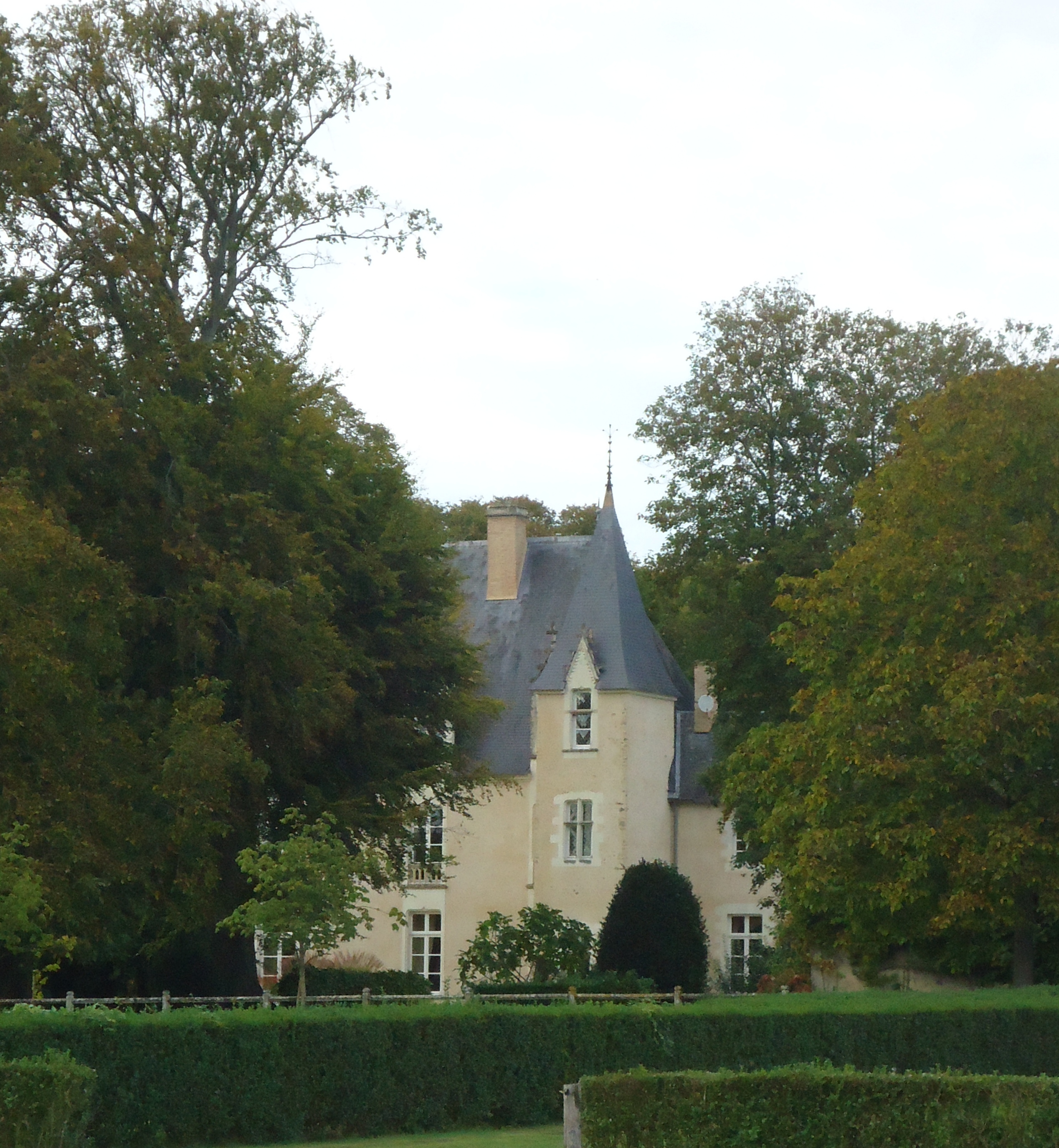
La partie XVe du château d'Oyré.
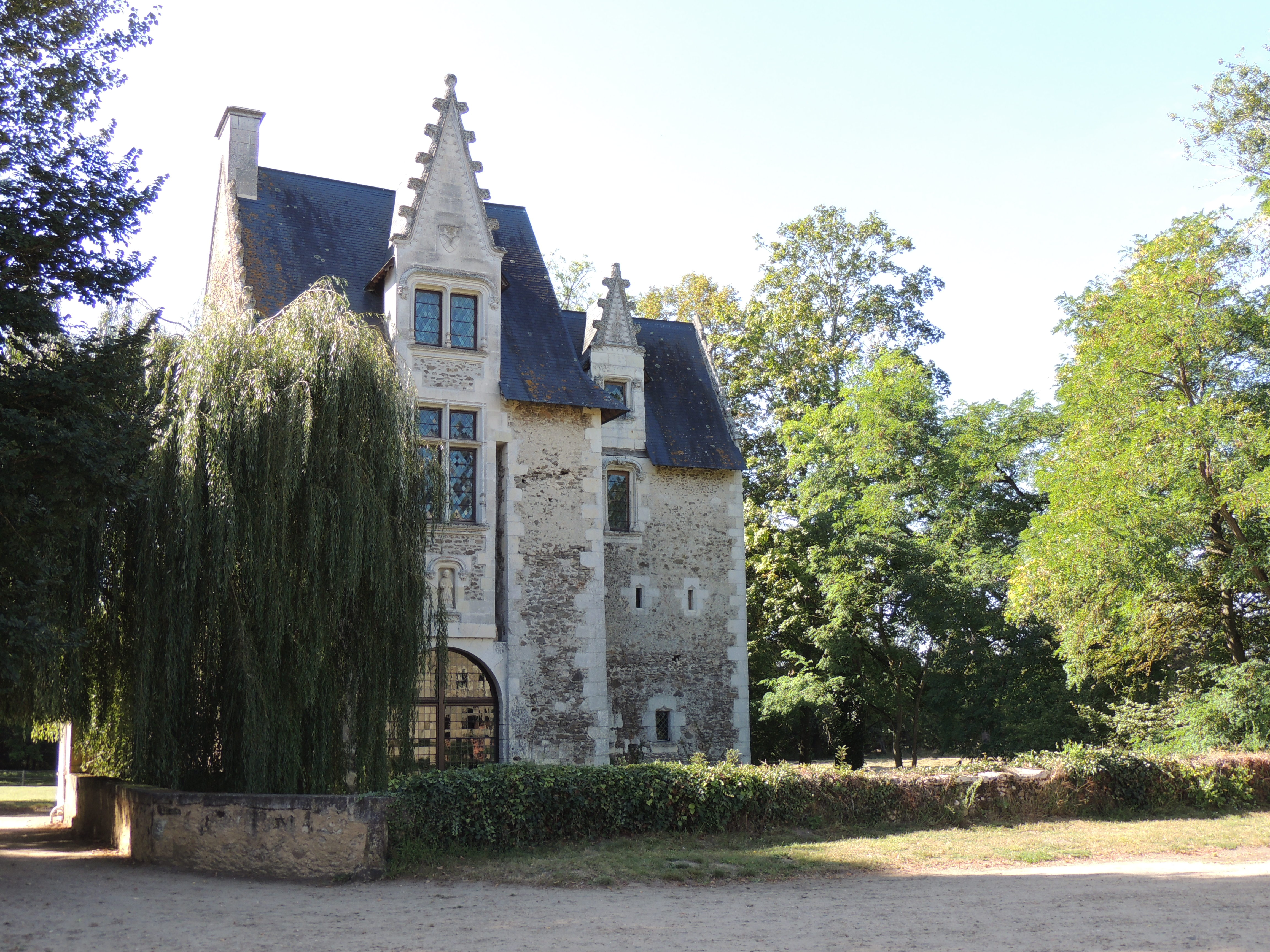
Une dépendance du château de Créans.
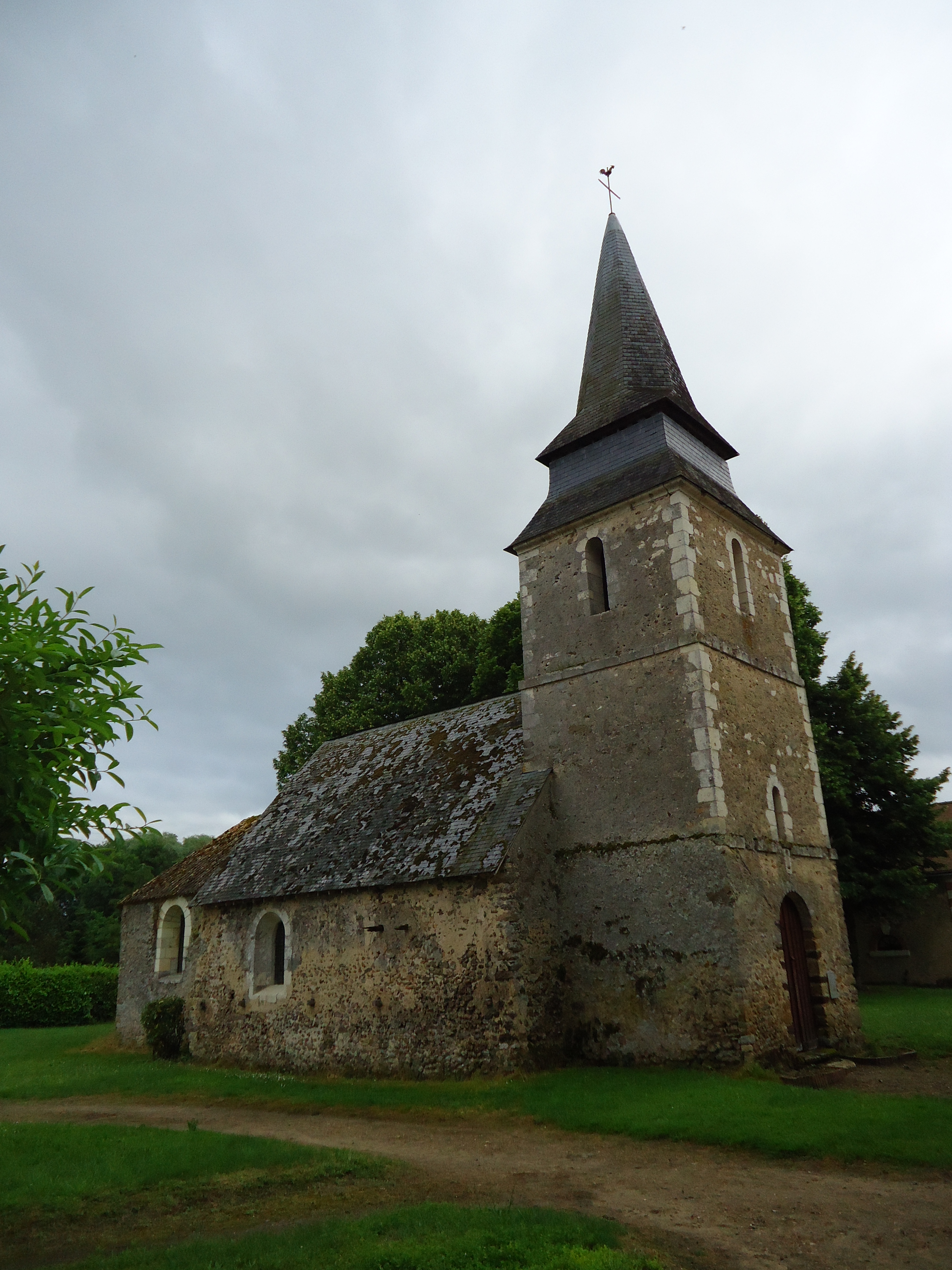
L'église Saint-Symphorien.
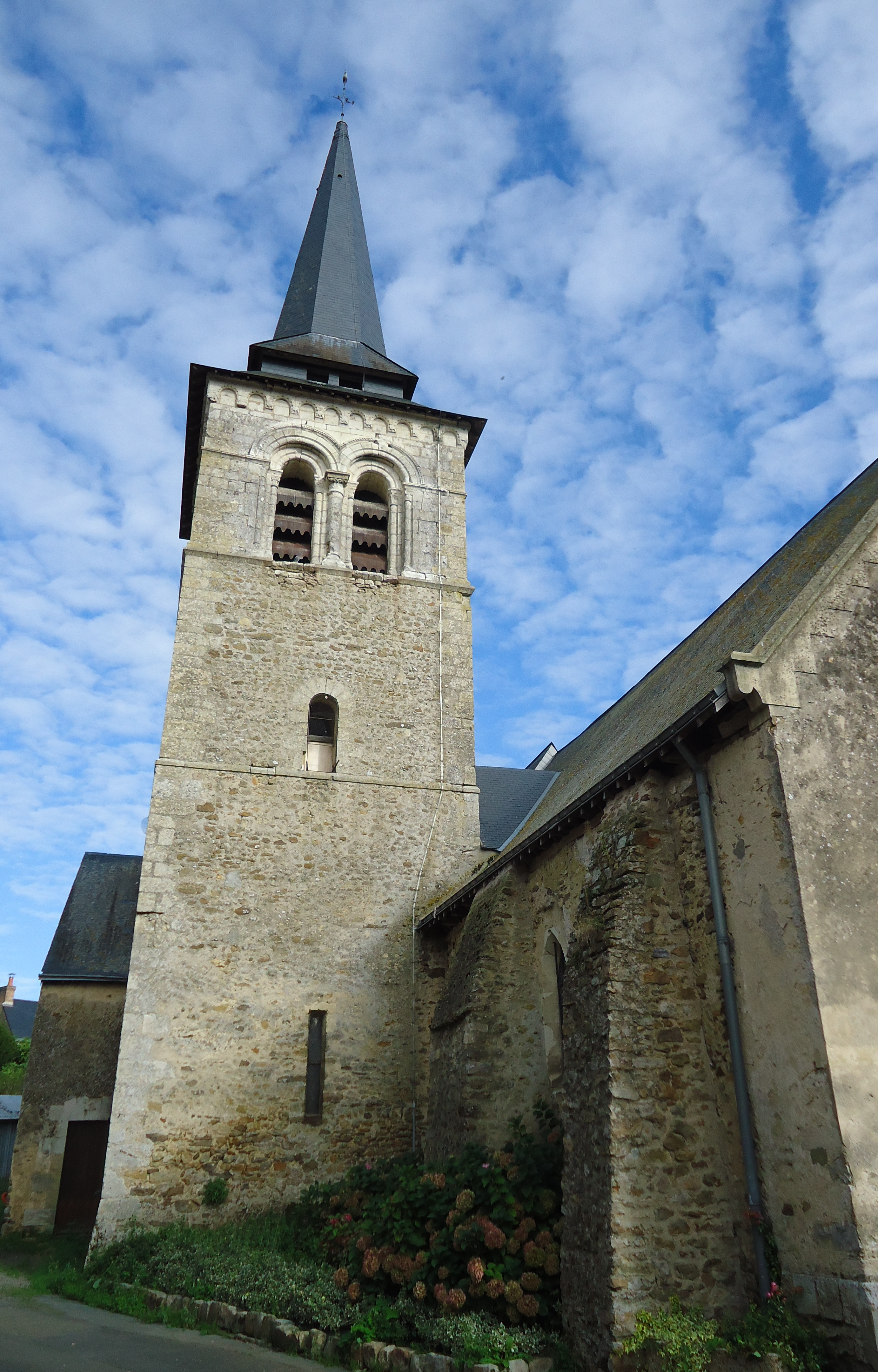
Le clocher-tour, XIIe de l'église Saint-Lambert.
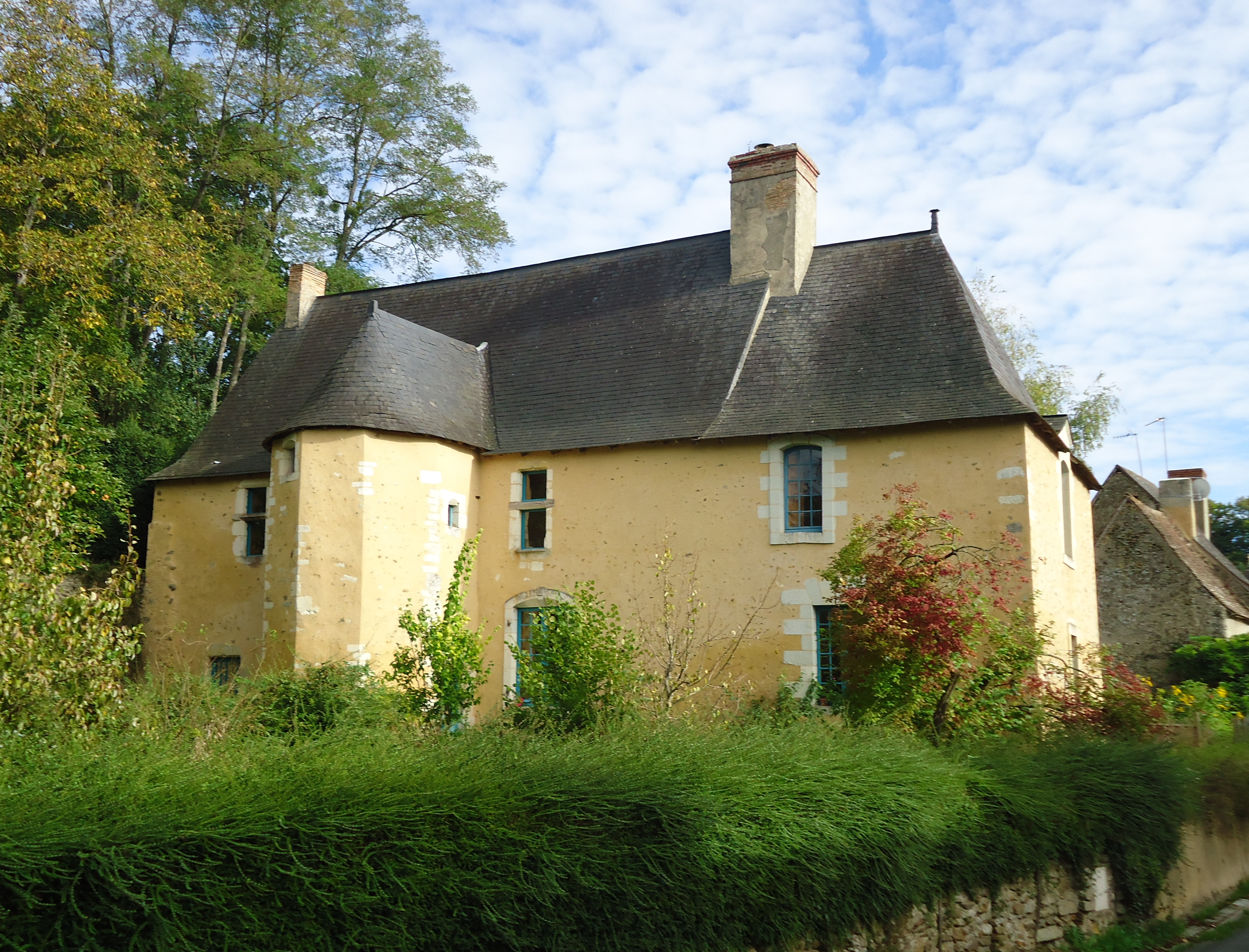
L'ancien presbytère.
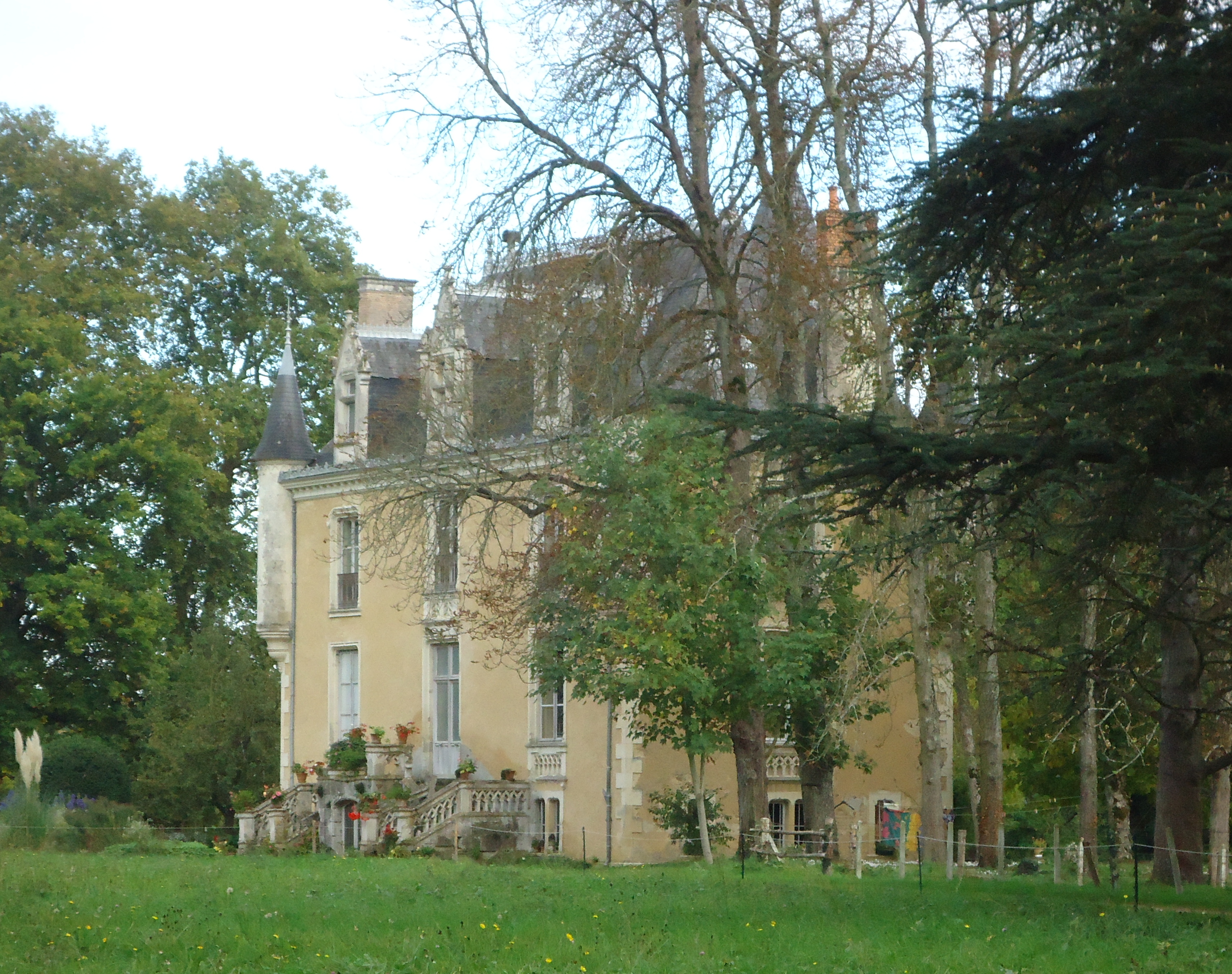
Le logis principal du Château de Launay.
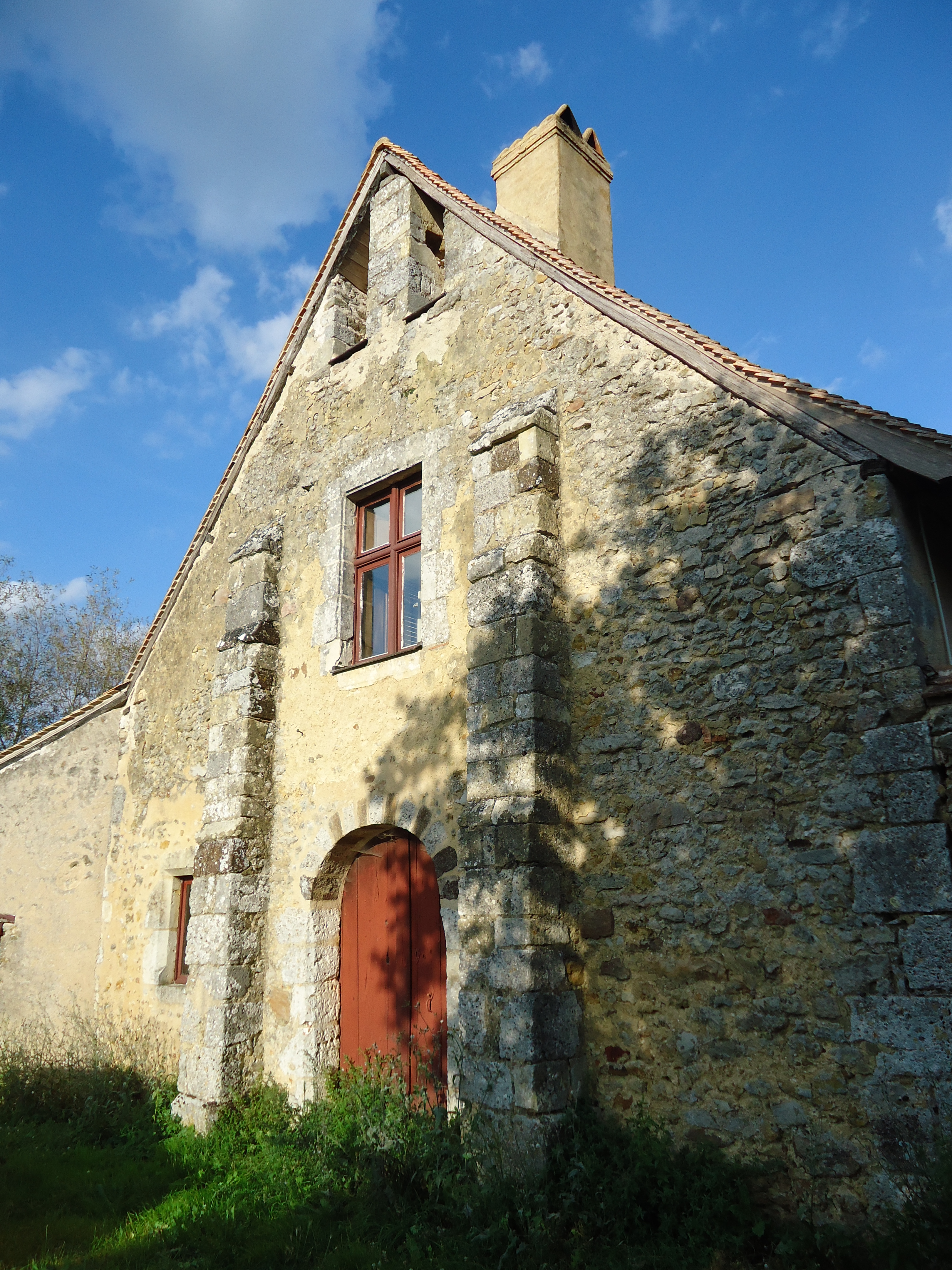
L'église (ancienne) Saint-Denis.

### Personnalités liées à la commune

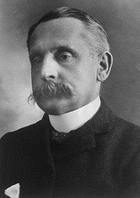
Paul Henri Balluet d'Estournelles de Constant.

- Paul Henri Balluet d'Estournelles de Constant (1852-1924), baron de Constant et de Rebecque, a longtemps vécu au château de Créans. Pacifiste ardent, il a reçu le prix Nobel de la paix en 1909 pour avoir été le cofondateur et président du groupe parlementaire français du Comité de défense des intérêts nationaux et de conciliation internationale (arbitrage de La Haye). La place principale de Clermont-Créans, devant l'église, porte aujourd'hui son nom. Élu maire de la commune en 1900 jusqu'à sa mort en 1924.